# Fjärilar i magen (musikalbum av Darin)
Fjärilar i magen är ett musikalbum med Darin. Det släpptes den 25 september 2015 och gick direkt in som albumetta i Sverige.
Under hösten 2014 började Darin skriva nytt material på svenska då han spelade in "Öppna din himmel" för en hyllningsskiva till minne av Ted Gärdestad i Atlantis Studio. De spelade in all sång och alla instrument på en enda tagning, vilket Darin med egna ord uttryckt var "sjukt häftigt". Det var då han fick inspiration till att spela in sina nya låtar i den studion på samma sätt. 
Darin sade om Atlantisstudion: "Det var något magiskt med den platsen, den andades kreativitet på det härligaste sättet, kanske mycket på grund av dess historia"
Den 13 mars 2015 släppte Darin singeln "Ta mig tillbaka" som ett smakprov för sitt kommande svenska album. Den låten var hans första musikproduktion med enbart levande instrument, vilket gjorde att musiken lutade åt en mer organisk stil än vad hans tidigare material haft. 
Efter att "Ta mig tillbaka" sålde 4x platina släppte Darin albumet Fjärilar i magen via hans eget skivbolag Dex Music.

## Låtlista
1. ''Lagom" 3:30 (Darin Zanyar / Tony Nilsson)
2. "Ta mig tillbaka" 3:10 (Darin Zanyar / David Lindgren Zacharias / Ollie Olson)
3. ''Juliet" 3:35 (Darin Zanyar / David Lindgren Zacharias / Ollie Olson)
4. ''Göteborg" 4:08 (Darin Zanyar / David Lindgren Zacharias / Ollie Olson)
5. ''Följa John" 3:05 (Darin Zanyar / Peter Kvint)
6. ''Vilse i dag" 2:55 (Darin Zanyar / David Lindgren Zacharias / Ollie Olson)
7. ''Tänk dig" 4:07 (Darin Zanyar / Peter Kvint)
8. ''I din hand" 2:54 (Darin Zanyar / Peter Kvint)
9. ''Kom med mig" 3:12 (Darin Zanyar / Peter Kvint)
10. ''Vintern" 4:34 (Darin Zanyar / David Lindgren Zacharias / Ollie Olson)
11. ''Nattmänniska" 3:46 (Darin Zanyar / David Lindgren Zacharias / Ollie Olson)

## Listplaceringar
| Lista (2015-2016) | Topplacering |
| ----------------- | ------------ |
| Sverige           | 1            |

### Fotnoter
1. ↑  ”Fjärilar i magen”. Swedishcharts. 26 februari 2015. http://www.swedishcharts.com/showitem.asp?interpret=Darin&titel=Fj%E4rilar+i+magen&cat=a. Läst 14 februari 2016.